# Кировское сельское поселение (Чувашия)
Кировское се́льское поселе́ние — муниципальное образование в Ибресинском районе Чувашии Российской Федерации.
Административный центр — посёлок Бугуян.

## История
Статус и границы сельского поселения установлены Законом Чувашской Республики от 24 ноября 2004 года № 37 «Об установлении границ муниципальных образований Чувашской Республики и наделении их статусом городского, сельского поселения, муниципального района и городского округа».

## Население
| 2010 | 2012 | 2013 | 2014 | 2015 | 2016 | 2017 |
| ---- | ---- | ---- | ---- | ---- | ---- | ---- |
| 819  | ↘787 | ↘781 | ↘779 | ↘758 | ↘732 | ↘713 |
| 2018 | 2019 | 2020 | 2021 |      |      |      |
| ↘686 | ↗690 | ↘659 | ↘640 |      |      |      |

## Состав сельского поселения
| № | Населённый пункт | Тип населённого пункта          | Население |
| - | ---------------- | ------------------------------- | --------- |
| 1 | Бугуян           | посёлок, административный центр | ↘350      |
| 2 | Спотара          | посёлок                         | ↘61       |
| 3 | Тарнвар          | посёлок                         | ↗127      |
| 4 | Эконом           | посёлок                         | ↘222      |